# Islam in Nederland
De islam is een van de wereldreligies die in Nederland vertegenwoordigd zijn en is na het christendom de grootste religie in Nederland. De islam bestaat uit twee hoofdstromingen die ook in Nederland aanwezig zijn: soennisme en sjiisme. De grote meerderheid van de islamieten in Nederland behoort tot de soennitische stroming.

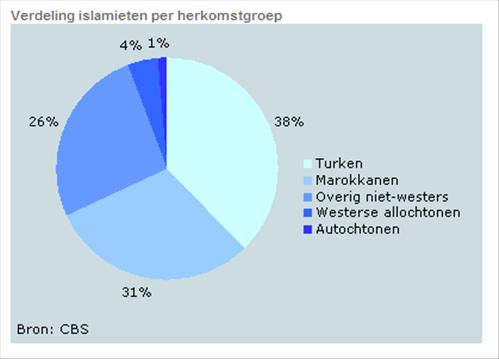
Herkomst moslims in Nederland, 2006, bron: CBS

De islam kreeg in de Lage Landen voor het eerst bredere bekendheid in de 16e eeuw. Het Ottomaanse Rijk was een bondgenoot van de Staatsen in de strijd tegen de Spaanse koning. Er verschenen toen ook Ottomaanse handelaren in de Nederlandse handelssteden. Een strijdkreet van de Geuzen was in die tijd 'Liever Turks dan Paaps'. Vanaf de 17e eeuw kwamen er vanuit  de Indische archipel incidenteel moslims naar Nederland. Wat meer islamitische migranten waren er vanaf het begin van de twintigste eeuw, maar pas in de tweede helft van die eeuw werd de islam een stroming van enig belang. Volgens de Enquête Beroepsbevolking van het CBS beschouwde in 2015 naar schatting 4,9% van de inwoners van 18 jaar en ouder zichzelf als moslim; volgens het SCP, dat naar hetzelfde onderzoek verwijst, zou het aandeel moslims in de categorie vanaf 15 jaar 6% zijn en is het percentage in de jongere leeftijdscategorieën waarschijnlijk groter.

## Geschiedenis

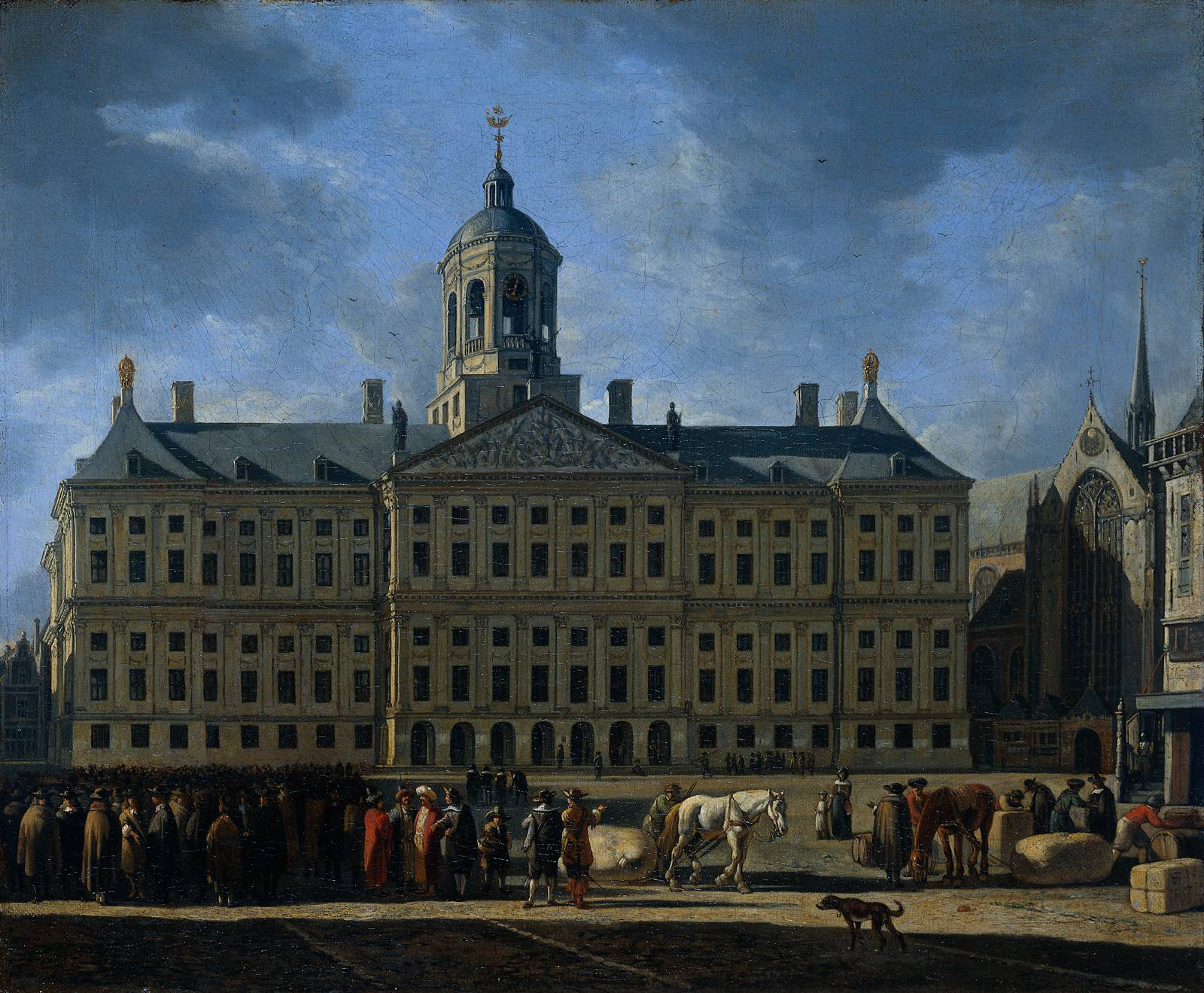
Gerrit Berckheyde, Stadhuis op de Dam (1672). Op de voorgrond is een Turks uitziende man afgebeeld, in gesprek met twee Joodse mannen en een niet-Joodse Nederlander.

Al voor de Gouden Eeuw waren er Osmaanse handelaren aanwezig in verscheidene Nederlandse handelssteden. Zo werd in 1582 in Antwerpen - drie jaar voor de inname van de stad door de Spanjaarden - een officieel Turks handelshuis geopend. In de meeste gevallen ging het echter om christelijke of joodse onderdanen van de sultan. Tijdens de gouden eeuw nam het buitenlandse contact met moslims toe, door de gezamenlijke oorlog met het Ottomaanse Rijk tegen Spanje, en door contacten van de VOC in Zuidoost Azië. In de 17e eeuw is ook voor het eerst sprake van een -numeriek overigens zeer geringe- islamitische aanwezigheid op het grondgebied van het huidige Nederland: islamitische Ottomaanse en Perzische gezanten (onder wie Zeyn-Al-Din Beg (1607, Perzië) en Ömer Aga (1614, Ottomaanse Rijk)), slaven (zoals de Turkse slaven die bij het Beleg van Sluis door Prins Maurits werden bevrijd van het Spaanse leger), kapers uit Noord-Afrika (onder wie bekeerde Zeeuwse en Hollandse zeelieden, die overigens als renegaten door de overheid als "odieus" werden aangemerkt), en wellicht ook handelaren blijken dan voor korte periodes in het land te verblijven. Er lijken geen islamitische gebedshuizen aanwezig te zijn geweest, met de mogelijke uitzondering van een (huis)moskee die rond 1610 in Amsterdam korte tijd kan zijn gebruikt door uit Spanje gevluchte Morisco’s die op doortocht waren naar Constantinopel. Enkele decennia later verschijnen vele figuranten in Turkse en Perzische klederdracht in Nederlandse schilderijen; deze afbeeldingen kunnen echter niet zonder meer als bewijs worden gezien van een historische aanwezigheid van (grote aantallen) islamitische kooplieden in, met name, Amsterdam; hoe dan ook lijken de islamitische kooplieden die de Republiek bezochten, zich er niet permanent te hebben gevestigd. Met het verschuiven van de internationale handel naar Engeland vertrokken de meeste moslims aan het eind van de 17e en het begin van de 18e eeuw naar Londen.
Vanaf het begin van de 20e eeuw arriveerden er nieuwe groepen moslims in Nederland. Het ging met name om studenten uit toenmalig Nederlands-Indië die aan Nederlandse universiteiten kwamen studeren, om Javaanse zeelieden die werkten in de havens van Amsterdam en Rotterdam, en om Indonesische huisbedienden, baboe's en restauranteigenaars die met Nederlandse koloniale families op verlof meekwamen. De studenten waren over het algemeen weinig met hun religieuze identiteit bezig, en neigden eerder naar seculier nationalisme (zie Perhimpoenan Indonesia). De armere en laagopgeleide huisbedienden en baboe's hadden echter behoefte aan een organisatie die zowel religieuze taken op zich nam, en die kon zorgen voor zekerheid, veiligheid en belangenbehartiging. In 1932 werd daarom de Perkoempoelan Islam opgericht door de Nederlandse bekeerling Mohammed Ali van Beetem. De vereniging begon met ongeveer 60 leden, en dat aantal groeide naar rond de 300 aan het eind van de jaren dertig. In 1932 slaagde ze erin om een Islamitische afdeling op de algemene begraafplaats in Den Haag in te richten, en in 1935 werd er een langgar gebedshuis opgericht in de Hugo de Grootstraat in diezelfde stad.

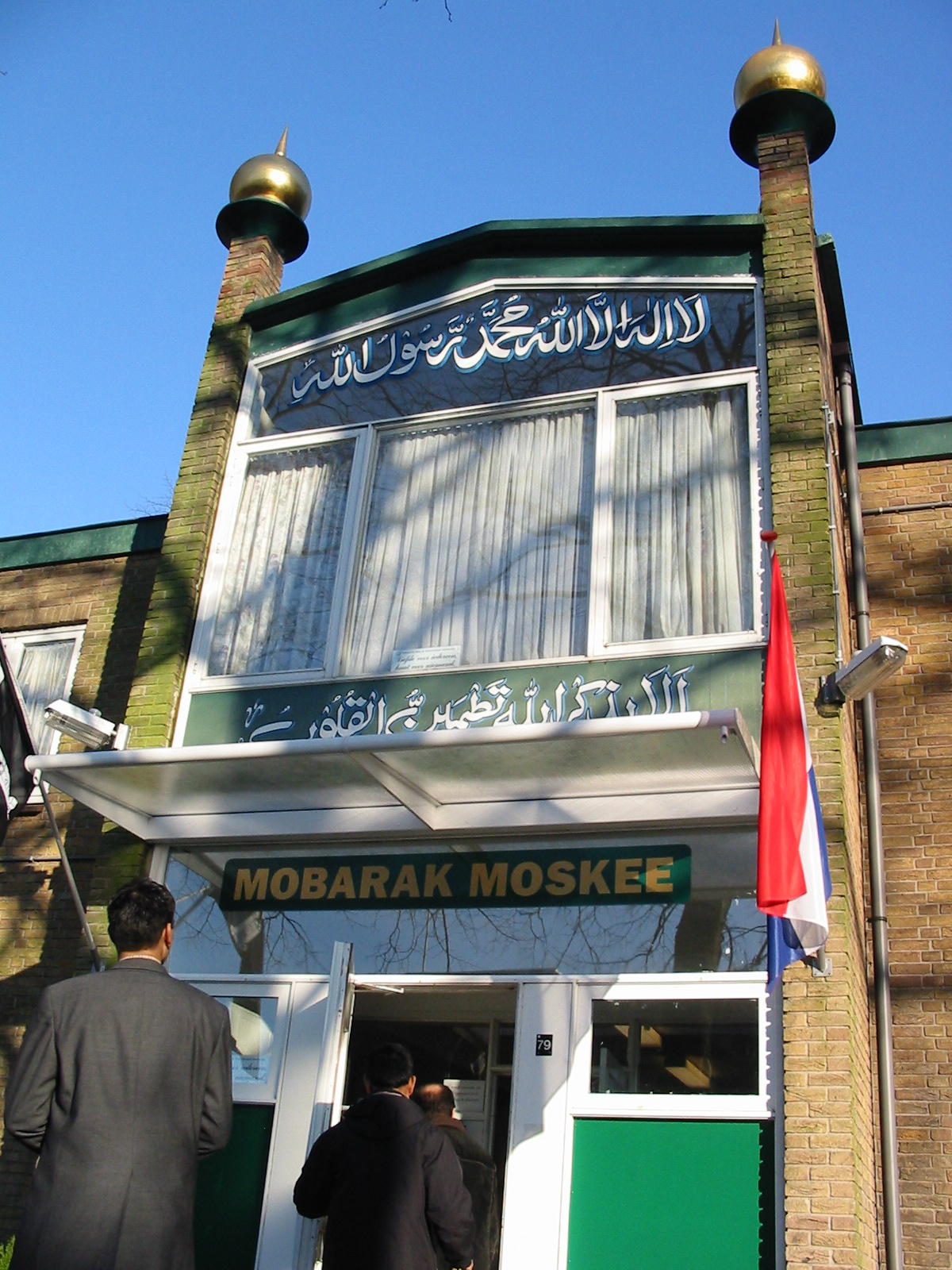
De Mobarakmoskee In Den Haag, de de eerste moskee in Nederland behorend tot de Ahmadiyya Moslim Gemeenschap.

Vanaf 1947 begonnen missionarissen van de Ahmadiyya beweging uit Pakistan actiever islamitische structuren op te richten in Nederland. In de daaropvolgende jaren werden de eerste twee moskeeën in Nederland gebouwd: als eerste was dat de nog steeds bestaande Mobarak Moskee van de Ahmadiyya in Den Haag en kort daarop als tweede een nu niet meer bestaande houten barak in het opvangkamp voor Molukse ex-KNIL militairen in Balk. In 1953 kwam de eerste redelijk toegankelijke Nederlandse vertaling van de Koran, gepubliceerd door de Ahmadiyya beweging.
In de jaren zestig van de 20e eeuw arriveerden de eerste Turkse en Marokkaanse gastarbeiders, die hun eigen moskeeën stichtten en vrij vroegen op islamitische feestdagen. De Turkse gemeenschap bouwde met de Yunus Enre Moskee in Almelo de derde Moskee van Nederland. Ondanks de lange aanwezigheid van Moslims in Nederland duurde het tot 2005 voordat er een Nederlandse Koran met uitgebreid en gedetailleerd commentaar verscheen (van de hand van Maulana Muhammad Ali), wederom van de Ahmadiyya-beweging.
In 1963 kwamen de eerste meldingen van bekeerde autochtone Nederlanders in Nederland zelf binnen, het ging hier om naar schatting 300 Nederlanders. Volgens schattingen lag in 2009 het aantal moslims "van autochtone herkomst" (een groep die zowel bekeerde autochtone Nederlanders als zogenaamde "derdegeneratieallochtonen" omvat) rond de 13.000.
In de jaren '60 van de 20e eeuw werd de gezinshereniging wettelijk geregeld.
In 2006 waren er 47 islamitische basisscholen en twee middelbare scholen (het Islamitisch College Amsterdam sinds 2001 en Islamitische Scholengemeenschap Ibn Ghaldoun in Rotterdam sinds 2000). Uit een onderzoek bleek dat er vraag was naar ten minste honderd basisscholen. Sinds halverwege de jaren negentig van de 20e eeuw bestaan er twee (niet door de overheid erkende) islamitische universiteiten, terwijl er in 2005 minstens vier officieuze islamitische instituten voor hoger onderwijs geteld werden.
Aan het eind van de jaren 1990 werd het integratiedebat gestart onder aanvoering van de VVD-voorman Frits Bolkestein en Paul Scheffer van de PvdA, later gedomineerd door Pim Fortuyn en Geert Wilders.
Sinds 2005 kent Nederland een tweede islamitische zendgemachtigde (de eerste zond sinds 1993 uit). In 2010 waren er 453 moskeeën in Nederland. In april 2006 werd de Turkse Mevlana Moskee door Rotterdammers als mooiste gebouw in Rotterdam verkozen.
In 2018 werd bekend dat er geheime lijsten zijn van minstens dertig moskeeën die tezamen miljoenen euro's hebben ontvangen vanuit de conservatieve Golfstaten Koeweit en Saoedi-Arabië. Deze geldstromen waren omstreden vanwege de zorg dat er ongewenste invloed mee werd uitgeoefend in Nederlandse gebedshuizen. Door dergelijke financiering groeide het salafisme in Nederland. De Raad van Marokkaanse Moskeeën riep islamitische instellingen op tot transparantie over financiering.

## Demografie
Net als in heel Europa overschatten Nederlanders het aantal moslims in hun land. Gemiddeld denken Nederlanders dat moslims 19 procent van de bevolking uitmaken, terwijl dit in werkelijkheid rond de 5 procent is.

### Totale aantallen
| Jaar | Aantal | Jaar | Aantal  | Jaar | Aantal  |
| ---- | ------ | ---- | ------- | ---- | ------- |
| 1879 | 49     | 1996 | 654.000 | 2004 | 944.000 |
| 1899 | 29     | 1997 | 687.000 | 2005 | 877.000 |
| 1909 | 54     | 1998 | 724.000 | 2006 | 857.000 |
| 1920 | 203    | 1999 | 765.000 | 2007 | 837.000 |
| 1930 | 445    | 2000 | 801.000 | 2008 | 825.000 |
| 1947 | 300    | 2001 | 844.000 | 2009 | x       |
| 1960 | 1399   | 2002 | 886.000 | 2010 | 907.000 |
| 1971 | 53.975 | 2003 | 919.000 | 2011 | x       |

Tot in 2007 verwachtte het CBS dat het aantal moslims in Nederland de grens van 1 miljoen in 2006 zou passeren. Naar schatting waren er eind 2004 in Nederland 944.000 moslims, waarvan 6.000 autochtone Nederlanders. Daarbij werd het aantal allochtone moslims geschat met behulp van het percentage moslims in het land van herkomst. Bij nieuwere schattingen, die op basis van POLS-enquêtes werden opgesteld, kwam het CBS voor 2005 uit op 877.000 moslims en op 837.000 in 2006. Het aantal moslims daalde daarna verder tot zo'n 825.000 in 2008, Dit is ongeveer 5% van de bevolking. De fluctuaties in de cijfers hangen vermoedelijk samen met de grote betrouwbaarheidsmarges van de steekproeven. Een miljoen moslims zouden er naar verwachting pas in 2017-2023 zijn. Schattingen van het aantal moslims in 2050 lopen uiteen, afhankelijk van de beginwaarden en het toegepaste migratiescenario: in 2007 schatte De Beer het op 8%; in 2017 achtte PEW een groei tot 15% mogelijk als zich continu vluchtelingencrises zouden voordoen. De algemene teneur van deze onderzoeken was dat het aantal aanhangers van de islam in Nederland groeide. Volgens het CBS bedroeg in 2019 het aandeel moslims in Nederland echter nog steeds 5%, hetzelfde als in 2010. In aantallen groeiden ze mee met de algemene Nederlandse bevolkingsgroei.

### Nationaliteiten
Het aantal autochtone aanhangers van de islam werd door het CBS in 2007 op circa 12.000 geschat, maar dit getal omvat ook allochtonen van de derde generatie. In 2005 waren er nog weinig mogelijkheden voor nieuwe moslims. In de moskee verstond men vaak niet waar het over ging, aangezien de preek vaak in het Arabisch of het Turks was. Naast de problemen in de moskee wist men vaak niet hoe er gebeden moest worden en ondervond men vaak problemen in eigen omgeving. Familie en vrienden begrepen hun keuze niet altijd. Bekeerlingen waren vaak 'zoekers' die hun heil eerder zochten bij andere religies. Ook leken de strenge regels van het geloof en de vastigheid die de islam bood, aantrekkingskracht uit te oefenen op autochtone Nederlanders die zich bekeerden. Anno 2015 ontbrak er nog steeds solide onderzoek naar autochtone bekeerlingen naar de islam.
Marokkaanse moslims vormden sinds 2010 de grootste groep binnen de islamieten in Nederland, met zo'n 355.883 personen, gevolgd door de Turkse moslims met bijna 325.000 personen. Van de groep 'overige niet-westerse allochtonen' vormden Surinaamse moslims met 34.000 personen de grootste groep, daarna volgden Afghaanse moslims met 31.000, de Irakese moslims met 27.000, de Somaliaanse moslims met 20,000 en Indonesische moslims met 7,000.

### Secularisering
Uit onderzoek onder leiding van hoogleraar sociologie Tubergen van de Universiteit Utrecht van 2016 bleek dat jonge moslims in Nederland steeds verder seculariseerden: ruim een kwart van hen vonden het geloof minder belangrijk dan hun ouders dat deden, brachten de islamitische regels en gebruiken (zoals bidden, vasten, de Koran lezen, moskeebezoek, een hoofddoek dragen en geen varkensvlees of alcohol consumeren) minder in de praktijk en beschouwden religie in toenemende mate als een privézaak. Ze noemden zich nog steeds wel moslim, maar lieten dat in het openbare leven minder blijken en waren minder streng in het naleven van islamitische voorschriften. Zo droegen 35% van de meisjes wiens moeder een hoofddoek droeg zelf geen hoofddoek en ging 30% van de jongens minder vaak naar de moskee dan hun vader. Een kleine minderheid van 17% was het geloof juist serieuzer gaan nemen dan hun ouders.
Het SCP constateerde dat tussen 2012 en 2018 het aantal niet-moslims onder Nederlanders van Turkse en Marokkaanse afkomst was verdubbeld. Dit betrof met name Turkse Nederlanders van de 2e generatie, maar ook het aantal moslims onder de 1e generatie nam in deze periode af. Velen van hadden de islam verlaten of deden er in de praktijk niets meer mee. Slechts 55% van de Turkse Nederlanders en 87% van de Marokkaanse Nederlanders vastte alle dagen van de ramadan. Minder dan de helft van beide groepen ging elke week naar de moskee. De overgebleven moslims werden wel iets orthodoxer in hun geloofspraktijk; onder de resterende Nederlands-Marokkaanse moslimvrouwen was het aantal dat een hoofddoek droeg bijvoorbeeld toegenomen.

## Denominaties en Stromingen

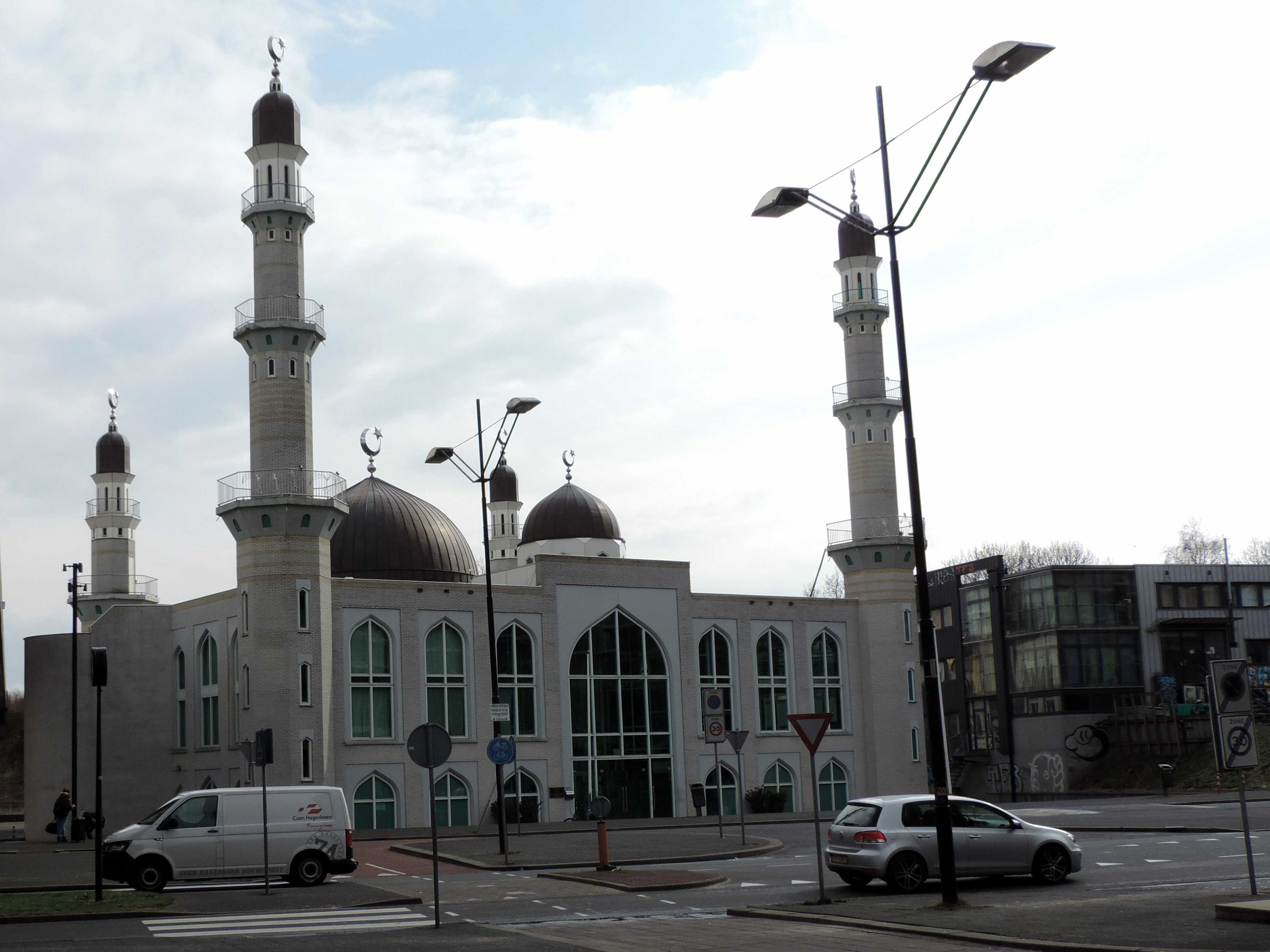
Djame Masjid Taibah een Surinaams-Hindostaanse moskee in Amsterdam-Zuidoost.

De meerderheid van de Nederlandse moslims ongeacht etniciteit behoren tot het soennisme. Sjiieten vormen een minderheid binnen de Nederlandse moslimgemeenschap, voornamelijk bestaande uit politieke vluchtelingen uit landen zoals Irak, Iran en Afghanistan. 
De Ahmadiyya, een andere islamitische geloofsgemeenschap kwamen in 1947 naar Nederland. De Mobarakmoskee was de de eerste moskee in Nederland en werd in 1955 ingehuldigd door Muhammad Zafrullah Khan, die een rechter was van het Internationaal Gerechtshof in Den Haag. De gemeenschap heeft zo'n 3.000 volgelingen, voornamelijk bestaand uit Surinamers en Pakistanen.  
Overige stromingen zijn de koranisten, die het gezag van de hadith verwerpen en de Alevieten uit Turkije.  Tussen de 80.000 en 100.000 van de Turkse Nederlanders zijn Aleviet.

### Gebedsplaatsen
Het Contactorgaan Moslims en Overheid (CMO), dat ongeveer 84 procent van de moslimgemeenschap vertegenwoordigt, bespreekt de belangen van de gemeenschap met de Nederlandse overheid. Het CMO was in 2001 opgericht, bestaande uit het Turkse ISN, TICF en de MGN en NIF van Milli Görüs, de Marokkaanse UMMON en de Surinaams-Hindostaanse WIM.
Anno 2005 waren er ongeveer 400 moskeeën in Nederland, waarvan ongeveer 200 Turkse moskeeën, 140 Marokkaanse moskeeën en 50 Surinaamse moskeeën.  De meeste Turkse moskeeën in Nederland worden beheerd door het Diyanet, het Presidium voor Godsdienstzaken in Turkije.

## Maatschappelijke discussie

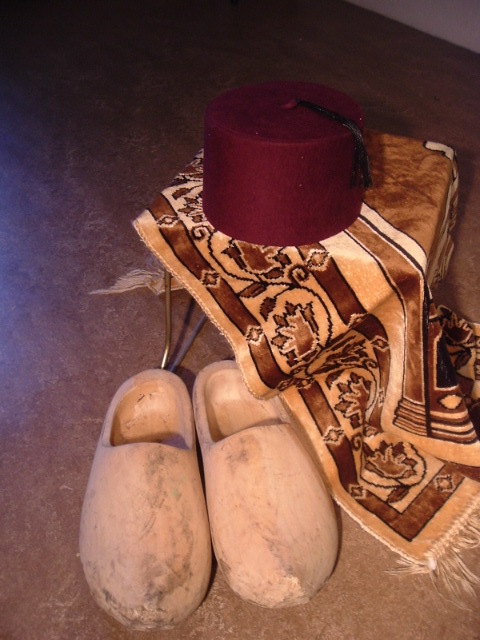
Klompen, gebedsmatje en een fez

In de jaren zeventig en tachtig nam het aantal moslims in Nederland snel toe, maar dit leidde aanvankelijk niet tot grote maatschappelijke spanningen of kritiek op de islam. Hans Janmaat van de Centrumpartij (later Centrum Democraten) was de enige politicus die zich keerde tegen de aanwezigheid van moslims, die hij met "immigranten" vereenzelvigde. Het leidde bij de verkiezingen in 1982 tot een zetel in de Tweede Kamer en een (bijna) totaal politiek en maatschappelijk isolement van zijn partij. Bij de verkiezingen in 1986 raakte Janmaat zijn zetel weer kwijt.
De aandacht voor de islam binnen het Nederlandse minderhedendiscours nam pas toe nadat de Iraanse leider Ayatollah Khomeiny in 1989 een fatwa uitsprak over de Brits-Pakistaanse schrijver Salman Rushdie. De schrijver moest volgens de geestelijk leider worden omgebracht, omdat zijn boek The Satanic Verses beledigend zou zijn voor de islam. In het voorjaar van datzelfde jaar gingen in diverse Europese steden moslims de straat op om tegen Rushdie's boek te protesteren. De demonstraties werden breed uitgemeten in de westerse media.
In 1992 stelde VVD-voorman Frits Bolkestein dat het islamitische geloof en de westerse waarden onverenigbaar zijn. Bolkestein baseert zijn standpunten onder meer op de theorie van Francis Fukuyama, die in zijn boek The end of history and the last man (1992) stelt dat de opkomst van het moslimfundamentalisme te wijten is aan de mislukte assimilatie van westers geïnspireerde vernieuwingen. Fukuyama's ideeën vinden in de jaren negentig brede weerklank. Internationale gebeurtenissen, zoals de Golfoorlog van 1990-1991, de Algerijnse Burgeroorlog, de oorlog in Bosnië en de bomaanslag op het World Trade Center in 1993, beheersen begin jaren negentig de (internationale) media en leiden wereldwijd tot het ontstaan van een kritischer houding ten opzichte van de islam. Ondanks de toenemende kritiek op islamitische migranten vanaf begin jaren negentig, besteden media nog niet buitensporig veel aandacht aan de islam. De berichtgeving lijkt slechts af en toe aan te zwellen. Dit gebeurt vooral na specifieke incidenten, zoals de aanslag op de Mevlana-moskee in Amersfoort in januari 1992 of de uitspraak van de Commissie Gelijke Behandeling, die in 1995 oordeelde dat een verbod op het dragen van een hoofddoek op de werkvloer discriminerend is. De media-aandacht voor de islam lijkt vanaf 1997 structureler te worden, als Pim Fortuyn zijn veelbesproken boek Tegen de islamisering van onze cultuur uitbrengt. De vermeende onverenigbaarheid van de islamitische en westerse waarden wordt hierin aantrekkelijker verwoord dan in de dagen van Janmaat en nadrukkelijker dan bij Bolkestein wordt de moslim als the other getypeerd. Fortuyn beweerde dat er 'drie essentiële verschillen' tussen het verlichte Westen en het islamitische fundamentalisme bestonden: de scheiding van kerk en staat, de omgang tussen mannen en vrouwen en de omgang met kinderen en jonge mensen. "De moslim" werd door Fortuyn telkens tegenover "de westerling" geplaatst, als "de ander": hij is degene die kerk en staat niet scheidt, die vrouwen ziet als minderwaardig aan mannen en die kinderen streng opvoedt en indoctrineert.
Een nieuwe stroming ontstond binnen het Nederlandse minderhedendiscours, waarbij gedachtegoed dat na de jaren 1950 grotendeels was verdwenen weer in opkomst was. Deze stroming werd door filosofe Baukje Prins in 2004 "nieuw realisme" genoemd. In 2000 publiceerde NRC Handelsblad het opinieartikel Het Multiculturele Drama van PvdA-lid Paul Scheffer. Hierin stelde deze dat de integratie van immigranten mislukt zou zijn doordat de verschillen tussen de islam en de westerse samenleving niet met adequaat beleid overbrugd zouden zijn.
De aanslagen op 11 september 2001 wakkerden een wereldwijd islamdebat aan. Ook in Nederland nam de berichtgeving over de islam exponentieel toe. De islam werd daarbij steeds nadrukkelijker in verband gebracht met geweld en terrorisme. De islam werd in de media - nadrukkelijker dan voorheen - vanuit een conflictframe benaderd, een frame waarin de onverenigbaarheid van islamitische en westerse waarden centraal staat. In Nederland werd de kritiek steeds harder. Twee exponenten van die kritiek waren Pim Fortuyn en Theo van Gogh. Zo noemde Fortuyn de islam een achterlijke cultuur. Harde islamkritiek kwam ook van de columnist en rechtsgeleerde Afshin Ellian, die geregeld het woord islamofascisme gebruikte. Volgens de uit Iran afkomstige atheïst Ellian was de politieke islam een totalitaire beweging die geenszins mag worden verward met het gewone despotisme of met tirannie. In april 2004 bracht de Wetenschappelijke Raad voor het Regeringsbeleid een rapport uit over de islam in Nederland. De WRR constateerde dat de discussie over islam vrijwel uitsluitend op basis van negatieve aspecten gevoerd werd. Ze bracht daarom een aantal democratische ontwikkelingen in de islamitische wereld naar voren en formuleerde beleidsvoorstellen om daar op constructieve wijze invloed op uit te oefenen. Een aantal Nederlandse politici wees het van de hand omdat het niet objectief zou zijn. Enkele parlementsleden riepen de regering op om de WRR op te heffen, omdat dit instituut zijn boekje te buiten zou zijn gegaan.
Eveneens in 2004 maakte Theo van Gogh met toenmalig VVD-politica Ayaan Hirsi Ali de film Submission, een verhaal over de vrouwenonderdrukking in islamitische gemeenschappen. In november van dat jaar werd Van Gogh vermoord door de geradicaliseerde moslim Mohammed Bouyeri, die contacten heeft met de radicale Hofstadgroep. De moord zette de verhoudingen tussen moslims en niet-moslims in Nederland een tijdlang op scherp en was het onrustig in de samenleving. De discussie over de vrijheid van meningsuiting verscherpte en er volgde een korte reeks aanslagen. Islamitische scholen in onder meer Eindhoven en Uden werden kort na de moord in brand gestoken. In een rapport van de Europese Commissie tegen racisme en intolerantie legde men een causale relatie tussen de slechte positie van moslims in Nederland en de berichtgeving. De Commissie stelde dat moslims in Nederland onderworpen zijn aan stereotyperend, stigmatiserend en soms ronduit racistisch politiek taalgebruik, vooringenomen mediaberichtgeving en buitenproportionele aandacht voor veiligheids- en ander beleid.
In de jaren na de moord op Van Gogh deed politicus Geert Wilders steeds meer van zich spreken. In 2006 richtte hij zijn eigen Partij voor de Vrijheid (PVV) op en manifesteerde zich steeds nadrukkelijker als keiharde islamcriticus. Volgens Wilders was er in de media en in de politiek geen sprake van racisme of islamofobie, maar van een laffe angst voor de islam. In de Volkskrant zei Wilders in 2006: Wij mogen nooit als dhimmi’s zwijgend toekijken terwijl onze vrijheid en beschaving door de islamisering van onze cultuur steeds verder worden afgebroken. En dat een nog niet vertoonde film van ongeveer tien minuten volgens sommigen tot economische boycots, rellen en andere ellendige zaken zou kunnen leiden, zegt alles over het wezen van de islam. Ook de "paniekerige reacties" op de anti-koran-film Fitna in 2008 door politici zeggen volgens Wilders alles over het wezen van de islam. Uiteindelijk zou het uitbrengen van de film in Nederland weinig heftige reacties onder moslims teweegbrengen. In de jaren erna zou Wilders’ PVV bij de landelijke verkiezingen in 2010 veel zetels verliezen (van 24 naar 9) en in de Europese verkiezingen van 2014 ging de PVV van 5 naar 4 zetels. Bij de landelijke verkiezingen van 2017 won de PVV weer een groot gedeelte van het eerder verloren terrein terug, en kwam daarbij op een totaal van 20 zetels. Sommige mensen zien dit als een indicatie dat zijn anti-islamstandpunten door een aanzienlijk deel van de Nederlandse bevolking worden gedeeld. Maar er zijn ook indicaties dat de PVV veel proteststemmen trekt, waardoor het mogelijk is dat een gedeelte van de stemmen voor deze partij niets te maken heeft met het standpunt van de PVV over de islam. Echter is uit een onderzoek van Ipsos gebleken dat het merendeel van de Nederlanders een negatieve houding heeft tegenover de multiculturele samenleving. Een onderzoek uit maart 2008 van het Historisch Nieuwsblad wees uit dat meer dan de helft van de Nederlanders de islam een bedreiging vond van de Nederlandse identiteit.

## Islamitisch terrorisme in Nederland
De moord op regisseur en columnist Theo van Gogh op 2 november 2004 wordt vaak gezien als het eerste voorbeeld van Islamitisch terrorisme in Nederland. De Nederlandse Marokkaan Mohammed Bouyeri schoot Van Gogh dood en stak een mes met een op de Koran gebaseerde dreigbrief aan parlementslid Ayaan Hirsi Ali in zijn buik. In de periode rond de aanslag deed de AIVD onderzoek naar mogelijk terrorisme in Nederland, waaronder de zogenaamde Hofstadgroep. Op 10 november 2004 konden twee terrorismeverdachten in een huis in Den Haag waar ze zich hadden verschanst door de politie worden aangehouden. Duizenden mensen in de wijk moesten hiervoor gedurende ca. 24 uur hun woning ontruimen. Hierbij vielen enige schoten en werd er door de verdachten een granaat afgeworpen; er waren enkele gewonden. De arrestanten werden tot de zogenaamde Hofstadgroep gerekend. Op 1 december 2006 werd Samir Azzouz veroordeeld tot 8 jaar gevangenisstraf, na drie keer gearresteerd te zijn op voorbereiding van een terroristische aanslag; bij de twee eerste arrestaties werd het bewijsmateriaal door de rechtbank onvoldoende gevonden.

## Discriminatie

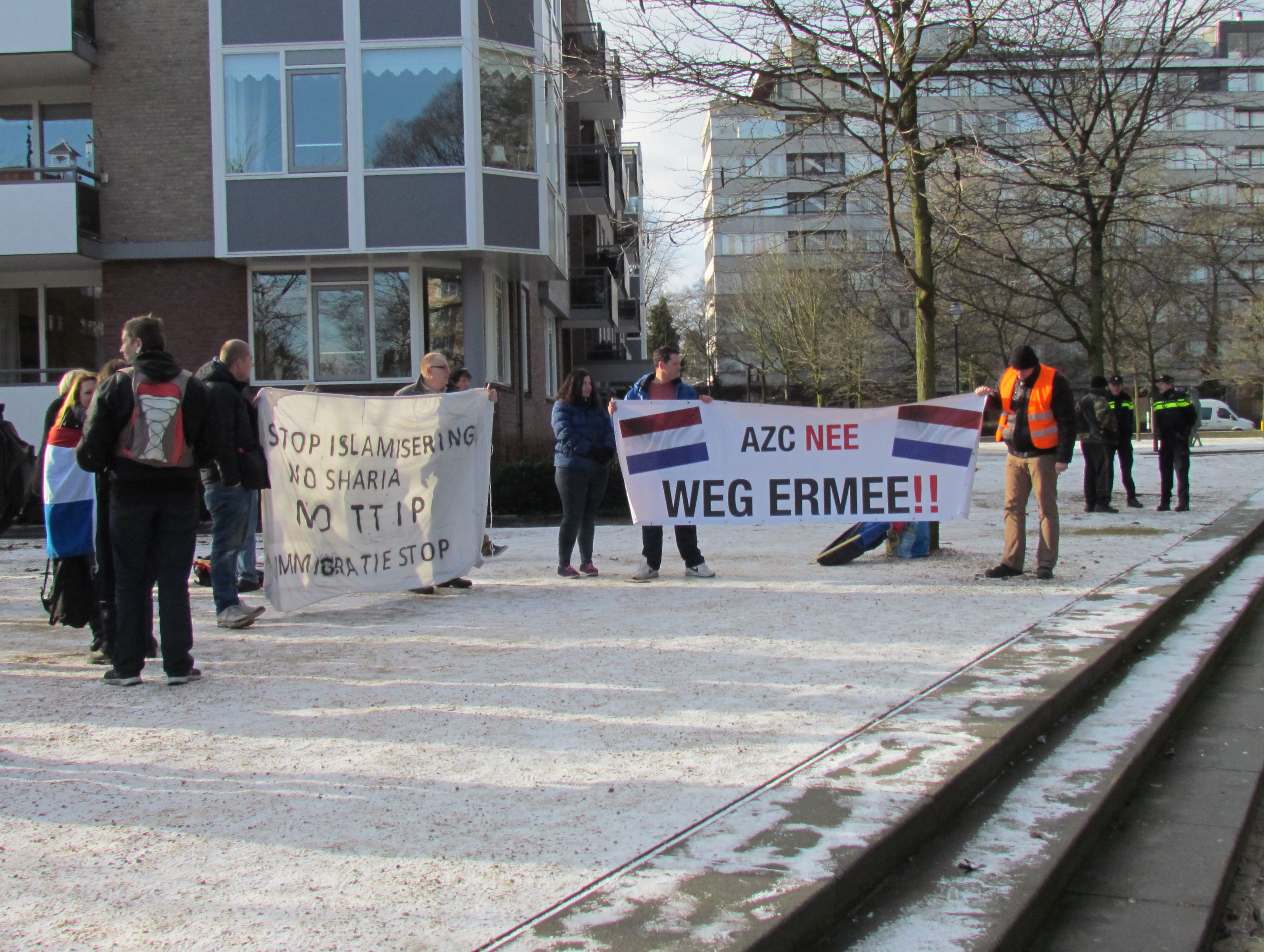
Spandoeken bij een demonstratie van PEGIDA Nederland in Apeldoorn

De aanslagen op 11 september 2001 veroorzaakte ook in Nederland een toename in anti-moslimsentiment, er werd echter ook beweerd door TNS NIPO, een Nederlands onderzoeks- en opiniebureau dat negatieve opvattingen over moslims in Nederland vóór de aanslagen al hoog waren. Een ander onderzoek toonde ook aan dat een derde van de moskeeën in Nederland te maken gehad met ten minste één incident van vandalisme, dreigbrieven, pogingen tot brandstichting of andere agressie in de afgelopen tien jaar.
In 2016 gooiden vijf mannen twee molotovcocktails naar een moskee. op dat moment waren er ongeveer dertig mensen, waaronder kinderen, in de moskee aanwezig, er waren geen gewonde bij het incident. Nederlandse rechtbanken beschreven het als een ‘daad van terrorisme’. De vijf mannen werden veroordeeld tot een gevangenisstraf van vier jaar. In december datzelfde jaar werd een gebouw dat banden had met de Vereniging van Islamitische Gemeenschappen in brand gestoken, waarvan de politie vermoedde dat het een haatmisdrijf was.
PEGIDA, een rechts-extremistische anti-Islamitische beweging die tegen de islamisering van Europa protesteert is ook actief in Nederland. Edwin Wagensveld, de voorman van de Nederlandse afdeling van PEGIDA organiseert regelmatig demonstraties en protestacties tegen de invloed van de Islam op de Nederlandse samenleving met onder andere Koranverbrandingen, deze acties worden echter vaak beschreven als provocatie.
Geert Wilders, en diens partij de Partij voor de Vrijheid (PVV) staan bekend om hun uitgesproken standpunten tegenover de Islam. Hun beleid dat volgens critici moslims discrimineert, bestaat onder andere uit het verbieden van de Koran, het invoeren van een hoofddoekjesbelasting, het sluiten van alle moskeeën in Nederland en het verbieden van verdere immigratie vanuit Islamitische landen. Bij de Tweede Kamerverkiezingen van 2023 won de partij de meeste zetels (37 van de 150).

## Andere thema's
Nederlandse moslims staan minder vaak organen af dan andere gelovigen. Van die bevolkingsgroep is slechts 27 procent bereid organen af te staan tegenover 61 procent van de niet-religieuzen en 55 procent van de gereformeerden. In 2006 werd er door het Contactorgaan Moslims en Overheid een symposium georganiseerd, 'Islam en orgaandonatie in Nederland', waarin met religieuze leiders en vooraanstaande moslimgeleerden een verklaring werd opgesteld hoe er omgegaan diende te worden met orgaandonatie. De kern van deze verklaring luidt dat er, indien wordt voldaan aan een aantal eisen, vanuit de islam geen belemmeringen bestaan voor orgaandonatie.
Relatief weinig moslima's werken in de zorg. Tijdens de studiekeuze speelt angst voor vooroordelen van familie en toekomstige echtgenoot een grote rol. Status, intieme handelingen bij patiënten, nachtdiensten en het gevoel niet begrepen te worden door autochtone collega's worden ook genoemd als mogelijke redenen.
Sinds 2019 geldt er in Nederland een gedeeltelijk verbod op gezichtsbedekkende kleding, in de volksmond en de media ook wel boerkaverbod genoemd, ter bevordering van de openbare orde en goede communicatie. Verschillende mensen meenden dat hiermee de godsdienstvrijheid van met name strenggelovige moslims, die zelf boerka's of nikabs dragen of vinden dat (moslim)vrouwen ofwel het recht ofwel de religieuze plicht zouden moeten hebben om die te dragen, werd geschonden (en dat zij zelfs expres op discriminerende wijze geviseerd werden). Aangezien het verbod ook geldt voor bijvoorbeeld integraalhelmen en bivakmutsen en niet geldt in situaties waar dat niet nodig wordt geacht voor de openbare orde en goede communicatie, werd de wet niet als een schending van de godsdienstvrijheid gezien en goedgekeurd.
In Nederland is 'klokgelui ter gelegenheid van godsdienstige en levensbeschouwelijke plechtigheden' (een christelijk gebruik, vaak middels een klok of beiaard in een kerktoren) of 'oproepen tot het belijden van godsdienst of levensovertuiging' (de azan oftewel islamitische oproep tot gebed (al dan niet met elektronisch versterkte luidsprekers) vanaf een minaret) toegestaan volgens Artikel 10 van de Wet openbare manifestaties. De gemeenteraad mag daarbij regels stellen "met betrekking tot duur en geluidsniveau." Kerken en moskeeën hebben op grond van de Wet milieubeheer wel een milieuvergunning nodig om klokgelui of de azan te laten horen. Omwonenden of reizigers kunnen namelijk beide ervaren als geluidsoverlast, hetgeen een vorm van milieuvervuiling is die door de overheid aan banden kan worden gelegd, waarbij anderzijds de Wet openbare manifestaties ook in overweging moet worden genomen.